# Dialekt rożański
Dialekt rożański (słoweń. rožansko narečje, rožanščina) – dialekt słoweński należący do grupy dialektów karynckich, używany w austriackiej Karyntii, w dolinie Rož.

## Cechy językowe
Do szczególnych cech fonetycznych dialektu rożańskiego należą przede wszystkim:
- przejście tylnojęzykowego k w języczkowe zwarte q, np. qrál, qrádəq wobec słoweń. kralj ‘król’, kratek ‘krótki’[1],
- przejście pierwotnego g na końcu zgłoski w -χ, a w innych pozycjach w -ħ- (bezdźwięczny spirant gardłowy), np. brîəχ, məħu̯ȁ wobec słoweń. breg ‘pagórek, brzeg’, mègla ‘mgła’[1],
- samogłoska e (pochodząca z prasłowiańskich *e, *ę, *ě) w zgłoskach krótkich pod akcentem i krótkich zamkniętych po akcencie przechodzi w a, np. sastrȁ, pámat, sǫ́sad, por. słoweń. sestra ‘siostra’, pamet ‘pamięć’, sosed ‘sąsiad’, podobnie zachowuje się e w zgłoskach krótkich zamkniętych, np. jačmȁn, urȁχ, por. słoweń. ječmen ‘jęczmień’, oreh ‘orzech’[1],
- zachowanie prasłowiańskiego akcentu na ostatnią sylabę, np. žanȁ, qozȁ, məħu̯ȁ wobec słoweń. žéna, kóza, mègla[1],
- przejście pierwotnego twardego *l w pozycji przed samogłoską tylną w u̯, np. ħu̯áu̯a, pəršu̯a wobec słoweń. glava ‘głowa’, prišla ‘przyszła’[2],
- typowa dla dialektów karynckich wtórna palatalizacja tylnojęzykowych k, g, χ przed samogłoskami przednimi e oraz i do č, j i š, np. rọ́če ‘ręki’, nojệ ‘nogi’, strašî ‘strachy’[2].